# Estação Tepalcates
A Estação Tepalcates é uma das estações do Metrô da Cidade do México, situada na Cidade do México, entre a Estação Canal de San Juan e a Estação Guelatao. Administrada pelo Sistema de Transporte Colectivo, faz parte da Linha A.
Foi inaugurada em 12 de agosto de 1991. Localiza-se no cruzamento do Estrada Ignacio Zaragoza com a Rua Esteban Baca Calderón e a Av. Telecomunicaciones. Atende os bairros Juan Escutia e Unidad Habitacional Guelatao de Juárez, situados na demarcação territorial de Iztapalapa. A estação registrou um movimento de 6.241.923 passageiros em 2016.